# Christian Enzensberger
Christian Enzensberger (* 24. Dezember 1931 in Nürnberg; † 27. Januar 2009 in München) war ein deutscher Anglist, Übersetzer und Schriftsteller.

## Leben und Werk
Christian Enzensberger, ein jüngerer Bruder von Hans Magnus Enzensberger (1929–2022) und seit 1957 Assistent des Münchner Anglisten Wolfgang Clemen, promovierte 1962 und habilitierte sich 1969 mit seiner Arbeit über die Viktorianische Lyrik. Danach war er bis zu seiner Emeritierung 1994 Professor für Englische Literaturgeschichte am Institut für Englische Philologie der Ludwig-Maximilians-Universität München.
Neben seiner Lehr- und Forschungstätigkeit übersetzte Enzensberger zahlreiche Werke, vor allem aus dem angelsächsischen Sprachraum. Besonders seine Übersetzungen von Lewis Carrolls Alice im Wunderland und Alice hinter den Spiegeln 1963 machten die beiden Bücher auch im deutschsprachigen Raum populär. Exemplarisch für die Eigenständigkeit und herausragende Qualität seiner Nachdichtungen sei hier Carrolls Gedicht Jabberwocky aus Alice hinter den Spiegeln genannt.
In seinem Buch Literatur und Interesse (1977/81) entwickelte Enzensberger eine materialistische Literaturtheorie und Theorie des Kunstschönen.
Enzensbergers 1968 veröffentlichter Essay Größerer Versuch über den Schmutz erregte öffentliche Aufmerksamkeit. Er wurde in überregionalen Zeitungen rezensiert und erfuhr innerhalb eines Jahres drei Auflagen. 1975 und 1980 erschienen zwei bibliophile Mappenwerke mit Radierungen von Thomas Müllenbach und Klaus Fußmann. 1970 verweigerte Enzensberger die Annahme des ihm für dieses Werk verliehenen Bremer Literaturpreises.